# Cyligramma intellecta
Cyligramma intellecta är en fjärilsart som beskrevs av Wilhelm Moritz Keferstein 1870. Cyligramma intellecta ingår i släktet Cyligramma och familjen nattflyn. Inga underarter finns listade i Catalogue of Life.